# Vladimir Nevzorov
Vladimir Nevzorov, född den 5 oktober 1952 i Majkop, Sovjetunionen, är en sovjetisk judoutövare.
Han tog OS-guld i halv mellanvikt i samband med de olympiska judotävlingarna 1976 i Montréal.